# Dolenja vas (Železniki, Slovenija)
Dolenja vas je naselje u slovenskoj Općini Železniku. Dolenja vas se nalazi u pokrajini Gorenjskoj i statističkoj regiji Gorenjskoj. 

## Stanovništvo
Prema popisu stanovništva iz 2002. godine naselje je imalo 396 stanovnika.